# Typhlops lazelli
Typhlops lazelli este o specie de șerpi din genul Typhlops, familia Typhlopidae, descrisă de Van Stanley Bartholomew Wallach și Olivier S.G. Pauwels în anul 2004. A fost clasificată de IUCN ca specie pe cale de dispariție (stare critică). Conform Catalogue of Life specia Typhlops lazelli nu are subspecii cunoscute.